# Luis Giannattasio
Luis Giannattasio Finocchietti (* 1894 in Montevideo; † 7. Februar 1965 in Punta del Este) war ein uruguayischer Politiker.
Giannattasio studierte an der mathematischen Fakultät der Universidad de la República und schloss sein Studium im Bereich Straßen- und Brückenbau im Alter von 24 Jahren erfolgreich ab. Mittels Stipendium setzte er seine Ausbildung am Massachusetts Institute of Technology im dortigen Cambridge fort. Von dort kehrte er in sein Heimatland zurück und war hier sowohl in der Stadtverwaltung von Montevideo als auch an der Universität tätig, wo er ab 1921 Kurse in den Bereichen Hydraulik, Bauingenieurswissenschaften, Gesundheits-Ingenieurwissenschaft, Industriegesundheitslehre und Bauverfahren leitete.
In den Jahren 1945 bis 1947 stand er der uruguayischen Bauwesenkammer (Cámara de la Construcción) vor und gehörte von 1946 bis 1950 der Leitungskommission des Ingenieursverbandes an. Giannattasio übte des Weiteren innerhalb des Universitätsverbandes nach vorangegangener Vizepräsidentschaft auch deren Vorsitz aus. Zudem war er Gründungsmitglied und Präsident der Panamerikanischen Ingenieursvereinigung (Unión Panamericana de Sociedades de Ingeniería, UPADI), deren Ehrenpräsidentschaft er 1960 verliehen bekam. Seitens der American Society of Mechanical Engineers erhielt er am 6. August 1954 in São Paulo ebenfalls die Ehrenmitgliedschaft. Überdies war er Mitglied der Beraterkommission der Weltgesundheitsorganisation.
Im Rahmen seiner politischen Karriere leitete Giannattasio, der der Partido Nacional und innerhalb dieser mit der Unión Blanca Democrática der Strömung des Herrerismo angehörte, vom 1. März 1959 bis zum 28. Februar 1963 das Bauministerium. Vom 1. März 1964 bis zum 7. Februar 1965 hatte er den Vorsitz des Consejo Nacional de Gobierno inne und war damit zu diesem Zeitpunkt Präsident Uruguays. Seine eigentlich bis zum 1. März 1965 andauernde Amtszeit endete vorzeitig, da er im Amt verstarb.
In der Ciudad de la Costa trägt eine der wichtigsten Straßen der Stadt seinen Namen.